# Aeroportul Tingo María
Aeroportul Tingo María (IATA: TGI, ICAO: SPGM) este un aeroport din Tingo María⁠(d), Distrito de Rupa-Rupa⁠(d), Provincia de Leoncio Prado⁠(d), Departamento de Huánuco⁠(d), Peru ce deservește zona Tingo María⁠(d). Aeroportul a fost tranzitat în 2022 de 1.899 de pasageri. A fost numit după zona deservită.
Situat la o altitudine de 654 m, aeroportul dispune de o singură pistă. Este operat de CORPAC⁠(d).